# Bundesstraße Z
Die Bundesstraße Z (Abkürzung: B Z) war in den 1960er bis in die 1980er Jahre eine Ersatz-Bundesstraße in West-Berlin. Sie verlief von der Ruhlebener Straße im Ortsteil Spandau bis zur Blaschkoallee im Ortsteil Britz.

## Überblick
- Anfangspunkt: Ruhlebener Straße Ecke Klosterstraße
- Endpunkt: Blaschkoallee Ecke Buschkrugallee → Bundesstraße 179